# Fantasia per a arpa
La Fantasia per a arpa, op.95, és una obra d'estil romàntic escrita el gener de 1893 per Camille Saint-Saëns. És l'única peça per a solista que va compondre exclusivament per aquest instrument, l'únic capaç de donar-li a la peça la simplicitat i l'encant que ell volia.
És una de les grans peces del repertori arpístic actual, així com una molt bona obra per treballar l'expressivitat de les frases i els contrastos entre les diferents seccions que presenta l'obra.

## Estructura
La fantasia és una forma musical lliure que es caracteritza pel seu caràcter improvisatori i imaginatiu. No té una estructura tan marcada com altres formes (sonata, fuga…), cosa que permet al compositor donar major expressivitat a la peça sense haver de cenyir-se a unes normes concretes. Igualment, això no significa que la fantasia no tingui cap estructura i que no estigui subjecta a cap mena de norma, no és una negació de la “forma musical”. Es podria considerar com una nova forma musical, o bé com una derivació de la forma sonata. Totes aquestes característiques expliquen que la fantasia fos una forma altament utilitzada durant el romanticisme, on els compositors buscaven molta expressivitat i sentiment en les seves obres.
A finals del segle XIX, la fantasia pren un nou camí i neix la fantasia d'òpera, nom que se'ls dona a aquelles peces procedents de diferents temes d'òpera. Cal aclarir que la Fantasia per arpa de Saint-Saëns no és una fantasia d'òpera, sinó una fantasia “clàssica”.

## Context històric
L'obra està dedicada a la vescomtessa de Ségur-Lamoignon, Rosita d'Argüelles. Era la nora de la comtessa de Ségur, escriptora de contes per a nens i violinista. Saint-Saëns, a més a més, li va dedicar també la melodia “Si vous n'avez rien à me dire” (Si tu no tens res a dir-me).
L'obra va ser estrenada per Alphonse Hasselmans, mestre de grans arpiestes com Marcel Tournier, Carlos Salzedo i Marcel Grandjany, el 6 de maig de 1893, el mateix any de composició, a la sala “La Trompette”, a Paris. Va ser publicada per l'editorial Durand, a París, el juny de 1893, un mes després de ser estrenada per Hasselmans.
Saint-Saëns va compondre la Fantasia per arpa a la ciutat d'Alger, capital d'Algèria, ciutat molt freqüentada per ell en l'última etapa de la seva vida. Des de 1830 fins al 1962, Algèria va estar colonitzada pels francesos. Aquests van dividir el territori en tres parts: Alger, Orà i Constantina. Saint-Saëns va viatjar a Alger en diverses ocasions i s'hi va establir durant alguns períodes. Al segle xix va evolucionar cap a una ciutat mixta oriental i occidental, cosa que va atraure molts artistes, entre ells Saint-Saëns.

## Publicació
Saint-Saëns va compondre aquesta peça per una arpista que coneixia personalment, la vescomtessa de Ségur-Lamoignon.
El 9 de gener de 1893 va acabar de compondre la peça completa, però no es va publicar fins mesos després. El 17 de gener va escriure a la seva editorial dient que enviaria la peça més tard del previst perquè primer l'havia d'assajar amb el piano, ja que allà on era, a Alger, no hi havia cap arpista ni cap arpa.
Un mes més tard, el 6 de febrer, Saint-Saëns va tornar a escriure a l'editorial perquè es posessin en contacte amb la comtessa de Ségur i li diguessin que havia compost una peça per arpa per la seva filla. A més, va demanar que li donessin totes les indicacions necessàries per a la dedicació de l'obra. En la mateixa carta deia que havia enviat la peça a Hasselmans perquè la revisés i hi fes els canvis necessaris. Va recalcar que era una obra escrita específicament per a arpa, i no per piano, ja que "la dificultat que presentava a l'hora de fer acords cromàtics i modulacions no s'entendria amb el piano."
El 2 de maig, poc després que la vecomtessa sabés que Saint-Saëns estava component una peça per a ella, va escriure-li per donar-li les gràcies i demanar-li que l'anés a veure per poder-li agrair el seu treball en persona.
El 2 de juny, Saint-Saëns finalment va enviar obra a la seva editorial, i va comentar que s'havia quedat molt sorprès en veure que Hasselmans no hi havia fet cap canvi. L'editorial va publicar la peça aquell mateix mes.

## Trascendència
La fantasia per arpa és, des de la seva estrena, una de les peces més presents dins el repertori de molts arpistes professionals. Va ser estrenada per Hasselmans, el mateix arpista que l'havia revisat anteriorment, el 6 de maig de 1893 a la “Sala Trompette” de París.
Després de l'estrena, les intervencions més importants d'aquesta peça al llarg de la història han estat les següents:
- El 22 de juny del mateix any, just després de la seva estrena, va esdevenir peça de concurs del Conservatori de París, i la van interpretar sis arpistes.
- El gener de 1894 va ser interpretada al “People's Concert” per l'Orquestra de Chicago dirigida per Theodore Thomas i amb Edmund Schuëcker com a solista.
- El 6 de febrer de 1896 a Salle Pleyel, per Marie Tassu-Spencer.
- El 26 de març de 1898 a la “Sala Trompette” (on s'havia estrenat), altre cop va ser interpretada per Tassu-Spencer.
- El 20 de juliol de 1899 va tornar a ser peça de concurs per a quatre arpistes al Conservatori de París.
- El 30 de març de 1909 als Concerts Gane a l'Sporting Club a Mònaco, va ser interpretada per Carlos Salzedo.
- El 26 de gener de 1911 va ser tocada  per l'arpista del teatre d'Algèria.
- El 2 de febrer de 1911, també a Algèria, la va tocar l'arpista Madame Lallement.
- El 17 de desembre de 1911 a la sala Jeanne d'Arc, a Saint-Ouen, va ser interpretada per Marguerite Archard-Prothin, arpista dels Concerts-Colonne.
- El 22 de novembre de 1917 Henriette Renié la va tocar al Festival Instrumental Saint-Saëns a la sala Gaveau.
- També ha estat una obra molt present en recitals i gravacions d'arpistes destacats com Lily Laskine, C. Salcedo, Henriette Renié.[2]

A més a més de totes aquestes actuacions fetes poc després de la seva publicació, aquesta peça continua sent interpretada per molts arpistes professionals avui dia. És present a molts concursos d'arpa i en diverses ocasions és demanada per obtenir plaça a orquestres professionals.